# Schizopleres giljarovi
Schizopleres giljarovi är en mångfotingart som beskrevs av Folkmanova 1956. Schizopleres giljarovi ingår i släktet Schizopleres och familjen storjordkrypare. Inga underarter finns listade i Catalogue of Life.